# The Mello-Moods
The Mello-Moods étaient un groupe de rhythm and blues américain en activité de la fin des années 1940 au milieu des années 1950.
Composé d'adolescents de l'école catholique Resurrection de Harlem, leur musique ciblait principalement les adultes. Lors de la séparation du groupe en 1953, Baylor, Owens et Williams rejoignirent un autre groupe, The Solitaires .

## Membres du groupe
- Raymond « Buddy » Wooten, meneur[1]
- Robert « Bobby/Schubie » Williams, deuxième ténor/piano[1],[2]
- Monteith P. Owens, premier ténor/baryton et guitare[1],[3],[4],[5]
- Alvin « Bobby » Baylor, deuxième ténor/baryton[6],[1],[7]
- James Bethea, basse[4]

## Discographie
Le groupe a sorti quatre disques : deux sous le label Red Robin et deux sous le label Prestige Records .
- "How Could You" / "Where Are You (Now That I Need You)", Red Robin (105), sorti en 1951. La face B a atteint la septième place du classement R&B du Billboard américain en 1952.
- "I Couldn't Sleep a Wink Last Night", Red Robin (104), sorti en 1952
- "Call on Me", Prestige Records (799), enregistré en 1952, sorti en 1952
- "I'm Lost", Prestige Records (852), enregistré en 1952, sorti en 1953